# Haifa Group
Haifa Group er en israelsk producent af kunstgødning, som primært er kaliumnitrat, planteernæring og fosfat. Haifa Group blev etableret i Israel i 1967 oprindeligt med navnet Haifa Chemicals Ltd. De har hovedkvarter i Haifa.